# Alexeï Birilev
Alexeï Alexeïevitch Birilev, ou Biriliov (en russe : Алексей Алексеевич Бирилёв), né le 16 mars 1844 dans le gouvernement de Tver et décédé le 6 février 1915 à Petrograd, est un admiral russe qui fut membre du Conseil d'État (3 novembre 1905), ministre de la Marine du 29 juin 1905 au 11 janvier 1907 et gouverneur militaire de Kronstadt.

## Biographie
Alexeï Alexeïevitch Birilev est mousse (Junga) en 1859 à la flotte de la Baltique. Il sort diplômé de l'École du Corps naval des Cadets, en 1862 et commence sa carrière dans la Marine impériale au grade de garde-marine (grade en vigueur dans la Marine impériale russe de 1716 à 1917), puis de mitchman (cadet de marine) de la flotte de la Baltique, en 1864. En 1868, il est nommé lieutenant de marine et, en 1878, lieutenant-capitaine.
Entre 1859 et 1872 il effectue deux tours du monde (1859-1865) (1869-1872). Entre 1880 et 1894, il exerce le commandement à bord de la frégate Amiral Lazarev, puis sur le croiseur Lieutenant Ilyine (1886-1887), le clipper Plastun (1888), le croiseur Minine (1890-1892), le cuirassé de défense côtière Amiral Ouchakov (1893), le croiseur Gangout (1893-1894). En 1894, il dirige, en tant que kontr-admiral, la formation dans un détachement d'artillerie de la marine. De 1900 à 1904, le kontr-admiral Birilev est transféré dans la Flotte de la Méditerranée où il commande une escadre, puis il dirige la défense côtière en mer Baltique. Il est élevé au grade de vitse-admiral, en 1901. En février 1904, il est nommé commandant des ports et de la Flotte de la mer Baltique et gouverneur militaire de Kronstadt.

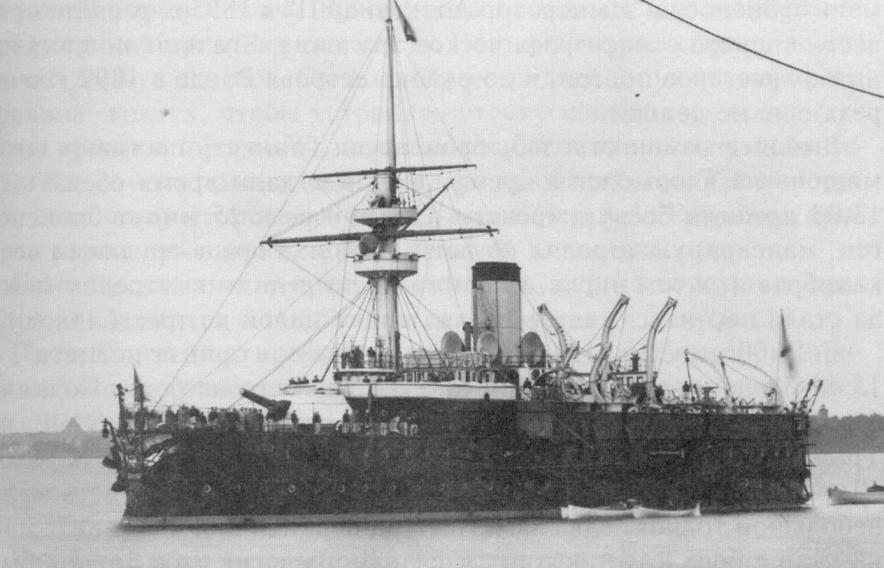
Vue du Gangout

Le vice-amiral Birilev est nommé commandant de la Flotte du Pacifique, en mai 1905, succédant à l'amiral Rojestvenski. Il accoste au port de Vladivostok, après la terrible défaite de la flotte russe à la bataille de Tsushima.

### Ministre de la Marine
À la fin de la Guerre russo-japonaise, Nicolas II réorganise la flotte impériale et nomme l'amiral au poste de ministre de la Marine, le 29 janvier 1905. Birilev réduit alors le service dans la marine à cinq ans, et rétablit la Flotte détruite pendant la Guerre russo-japonaise, mais ne tient pas compte des nouvelles sciences et technologies en matière navale. Cela nuit donc à la construction des bâtiments de guerre. Il fait partie des signataires du pacte de Björkö de l'été 1905, ce qui sera révélé après la chute de l'Empire.
Le 3 novembre 1905, Alexeï Alexeïevitch Birilev est admis à siéger au Conseil d'État. Il appartient à l'aile droite de la Douma. Le 11 janvier 1907 il est démis de ses fonctions de ministre de la Marine et élevé au grade suprême de la marine : amiral.
Au début de la Première Guerre mondiale, Birilev fonde une association de charité venant en aide aux blessés et aux familles de marins.
Décédé le 19 février 1915 à Pétrograd, il est enterré au cimetière Saint-Nicolas.

## Sources
- (ru) Cet article est partiellement ou en totalité issu de l’article de Wikipédia en russe intitulé « Бирилёв, Алексей Алексеевич » (voir la liste des auteurs).